# Ambasada Brunei w Berlinie
Ambasada Brunei w Berlinie – misja dyplomatyczna Państwa Brunei Darussalam w Republice Federalnej Niemiec.
Ambasador Brunei w Berlinie oprócz Republiki Federalnej Niemiec akredytowany jest również w Republice Austrii, Republice Finlandii, Republice Islandii, Królestwie Norwegii, Rzeczypospolitej Polskiej i w Konfederacji Szwajcarskiej.